# الملكية في تايلاند

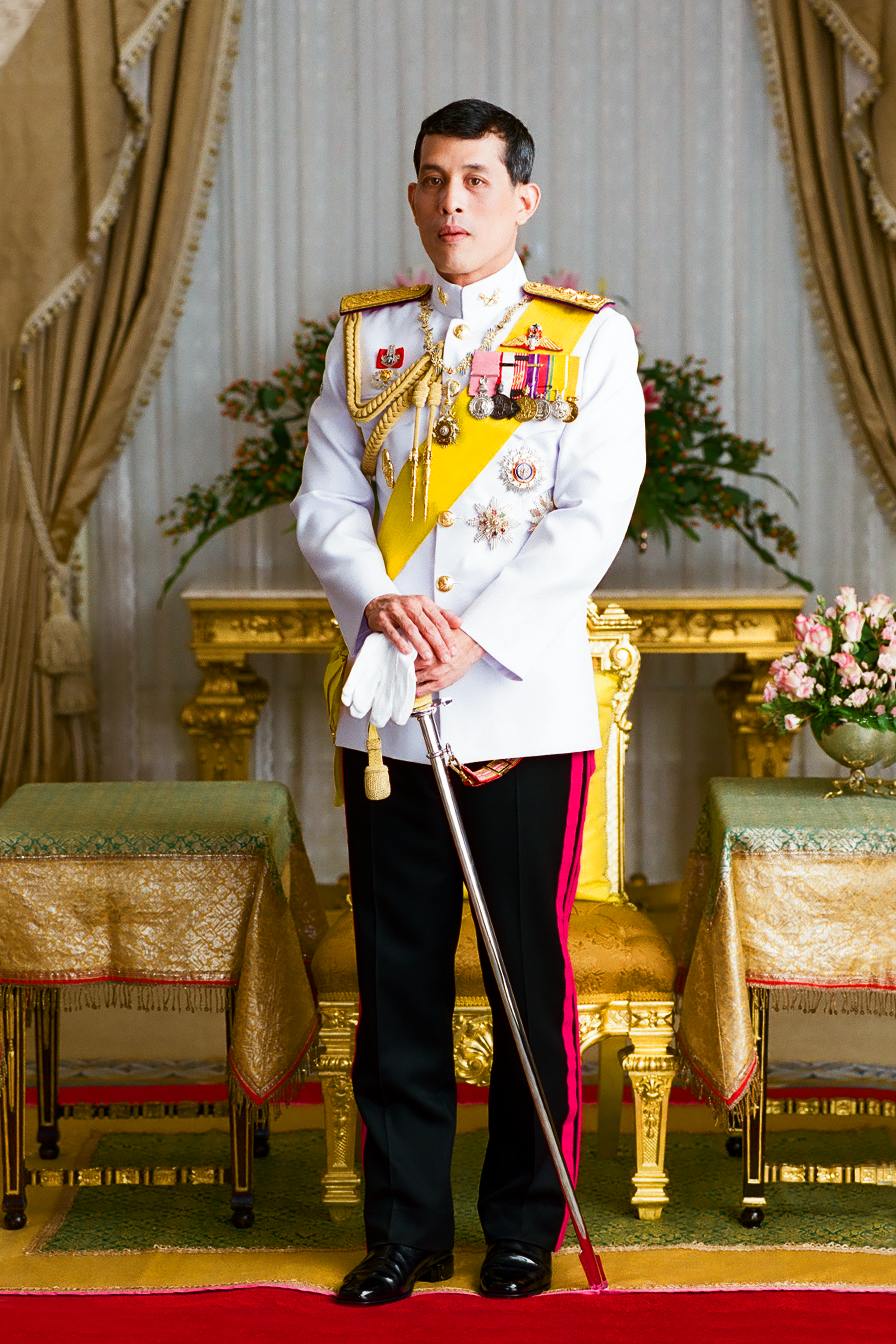
ماها فاجيرالونغكورن هو ملك تايلاند الحالي

الملكية في تايلاند (سيام سابقًا) هي ملكية دستورية أو نظام ملكي برلماني. ملك تايلاند هو رأس الدولة، ورئيس البيت الملكي لأسرة تشاكري الحاكمة.
نشأت سلالة تشاكري الحالية في عام 1782، إلا أن الحكم الملكي في تايلاند يُعتبر تقليدًا، تعود جذوره إلى مملكة سوكوتاي في عام 1238، مع فترة انقطاع قصيرة بين وفاة إكاتاتات واستلام الجنرال تاكسين لسدة الحكم في القرن الثامن عشر. تحولت الملكية إلى نظام ملكي دستوري في عام 1932 بعد الثورة السيامية السلمية. المقر الرسمي للملكية هو القصر الكبير في بانكوك، ويمثل قصر دوسيت مكان الإقامة الخاص. يقيم الملك حاليًا في الحجر الصحي في فندق سونينبيشل في ألمانيا.
تشمل ألقاب ملك تايلاند كل من رئيس الدولة، ورئيس القوات المسلحة الملكية التايلاندية، ومعتنق البوذية، ومؤيد الأديان.

## التاريخ

### الأصل
تطور المفهوم الحالي للملكية في تايلاند على مدى 800 عام من الملكية المطلقة. كان مؤسس مملكة سوكوتاي الملك سري إندراديتيا أول ملك لتايلاند الموحدة في عام 1238. يُقال إن فكرة الملكية المبكرة هذه تستند إلى مفهومين مستمدين من الهندوسية ومعتقدات التيرافادا البوذية. يعتمد المفهوم الأول على الطبقة الفيدية الهندوسية «كشاتريا» أو الحاكم المحارب، إذ يستمد الملك سلطته من القوة العسكرية. والثاني يعتمد على مفهوم الداماراجا المستمد من تعاليم التيرافادا البوذية، إذ أُدخلت البوذية إلى تايلاند في القرن السادس الميلادي. تعني الداماراجا أن الملك يجب أن يحكم شعبه وفقًا للدارما وتعاليم بوذا.
تغيرت هذه الأفكار لفترة وجيزة في عام 1279، عندما اعتلى الملك رام كامهانج الأكبر العرش. ابتعد رام كامهانج الأكبر عن التقاليد، وخلق بدلًا من ذلك مفهوم الحكم الأبوي، أي أن يحكم الملك شعبه كما يحكم الأب أبناءه. تمّ التأكيد على هذه الفكرة في لقب واسم الملك، الذي لا يزال معروفًا حتى اليوم بفون خان رام كامهانج، والتي تعني الأب الحاكم رام كامهانج. استمر هذا لفترة وجيزة. عاد المفهومان القديمان بحلول نهاية المملكة، وتغير معها لقب الملوك من «فو» إلى «فايا» أو الرب.

### ملوك أيوتايا
حلت مملكة أيوتايا محل مملكة سوكوتاي، وتأسست عام 1351 على يد الملك راماتيبودي الأول. تغير مفهوم الملكية خلال الفترة الأيوتايوية، إذ طُبَّق المفهوم الهندوسي للملكية بسبب انتشار تقاليد الخمير القديمة في المنطقة. تولى البراهمة مسؤولية التتويج الملكي. نُظِر إلى الملك على أنه تناسخ للآلهة الهندوسية. تُظهر وثائق أيوثايا التاريخية تنوعًا كبيرًا في الألقاب الرسمية للملوك: إندرا، وشيفا، وفيشنو، وراما. وكان لقب راما على ما يبدو الأكثر شعبية، كراما تابودي مثلًا. ومع ذلك كان التأثير البوذي واضحًا أيضًا، إذ انتشرت كلمة داماراجا كلقب للملك، واسم غير رسمي، وهي مستمدة من البوذية (أحد ألقاب بوذا). أعيد تأسيس المفهومين السابقين، مع ترسيخ مفهوم ثالث أقدم. كان هذا المفهوم يسمى «ديفاراجا» (أو الملك الإله)، وهي فكرة أخذتها إمبراطورية الخمير من ممالك جاوة الهندوسية البوذية. ركز المفهوم على فكرة مفادها أن الملك هو تجسيد (أفاتار) للإله فيشنو، وبوداسف (مستنير)، تستند سلطته على قوته الدينية، والأخلاقية، وطهارة دمه.
أصبح الملك الذي صورته مصالح الدولة كشخصية شبه إلهية بعد ذلك محط عبادة وتبجيل من قبل شعبه. منذ ذلك الحين فصاعدًا نُزعَت الملكية إلى حد كبير من الشعب واستمرت في ظل نظام حكم مطلق. عاش الملوك في قصور مصممة على غرار جبل ميرو (موطن الآلهة في الهندوسية)، وحوّلوا أنفسهم إلى تشاكرافارتين، أي أصبح الملك سيدًا مطلقًا لمملكته. طالب الملوك بتصور الكون على أنه يدور حولهم، وأعربوا عن قوتهم من خلال طقوس واحتفالات متقنة. حكم هؤلاء الملوك أيوتايا لمدة أربعة قرون، مثّل جزءٌ منها أعظم فترات النمو الثقافي والاقتصادي والعسكري في تاريخ تايلاند.